# سكوت وليامز (لاعب اتحاد الرغبي)
سكوت وليامز (بالإنجليزية: Scott Williams)‏ هو لاعب اتحاد الرغبي بريطاني، ولد في 10 أكتوبر 1990 في كارماذن ‏ في المملكة المتحدة.

## وصلات خارجية
- سكوت وليامز عل موقع إسبنسكروم (الإنجليزية)
- سكوت وليامز على موقع ItsRugby.co.uk (الإنجليزية)